# 젠틀 자이언트
젠틀 자이언트(Gentle Giant)는 잉글랜드의 프로그레시브 록 밴드이다.

## 사이몬 듀프리
밴드의 축은 슐만 삼형제로 필(37년생) 데렉(47년생) 레이(49년생)이다. 그들은 스코틀랜드 유대인 조상을 두었고 어릴때 글래스고의 슬럼가에서 자랐다. 가족은 이후 포츠머스로 이주했으며 아버지는 군악대에서 일하다가 이후 재즈 트럼펫 연주자가 되었다. 그는 아들들에게 다양한 악기를 가르쳐 삼형제는 모두 여러 악기를 다룰 수 있게 되었다. 60년대 후반 데렉과 레이가 리듬 앤드 블루스에 관심을 가지고 밴드를 결성하자 큰형인 필이 걱정되어 매니저 역할을 도와주다가 함께 밴드를 하게 되었다.
하울링 울브스와 로드 러너스라는 이름을 거쳐 66년에 슐만 형제의 밴드는 사이먼 듀프리와 빅사운드라는 이름으로 소울/팝 사운드를 내기 시작한다. 사이몬 듀프리는 리드싱어였던 데렉 슐만의 별명이었다. 그들은 엘튼 존 을 피아니스트로 잠시 고용하기도 했다. EMI와 계약도 하고 싱글도 몇장 냈지만 거의 시장의 반응을 이끌어내지 못했다. 그러다가 레이블이 싸이키델릭을 하라고 독려해서 싸이키 싱글 Kites를 내었는데 이게 영국 싱글차트 탑10에 오른다. 
슐만 형제들은 자신들을 블루아이드 소울 뮤지션이라 생각했는데 엉뚱한 싸이키델릭 곡이 성공하자 스타일을 바꿔야하나 고민했지만, 그건 좀 본질에서 벗어난다고 생각했다. 데렉 슐만은 Kites를 개똥같다고 평한 적이 있다. 뭔가 다시 분위기를 바꿔보려고 몰즈(The Moles)라는 밴드명으로 싱글 We Are the Moles를 내놓는데 엉뚱하게도 링고 스타가 리드싱어인 비틀즈의 가명이라는 오해를 샀다. 시드 배럿이 사이먼 듀프리의 곡이라고 어딘가에서 밝혀버려서 오해는 사라졌다.
69년 슐만 형제는 밴드를 해체하고 팝뮤직계에서 탈출하고자 한다. 그들은 R&B나 소울을 과감하게 버리고 좀 더 복잡한 음악을 시도한다. 레이 슐만은 이렇게 회고했다. "이전에 같이하던 음악가들과 다시 작업할 수는 없었다. 그들은 도움이 되지 않았고 종종 그들을 가르치는게 더 힘들었다. 우리가 그들보다 연주를 더 잘했다."

## 버티고
젠틀 자이언트는 1970년 결성되었다. 슐만 삼형제와 세명의 다른 멤버가 합류했다. 마틴 스미스는 사이몬 듀프리에서 함께 연주했던 드러머였고 다른 둘은 슐만 형제들처럼 다양한 악기를 다루는 사람들이었다.
젠틀 자이언트는 데렉이 거친 R&B형 보컬을 맡았고 필이 포크나 재즈형 보컬을 맡았다. 케리 미니어도 앨범 녹음할 때는 가끔 보컬을 했지만 라이브에선 부르지 않았다. 그리고 엘튼 존은 오디션에서 떨어져 밴드에 합류하지 못했다. 밴드명 부드러운 거인은 그냥 가공의 캐릭터라고 하지만 아무래도 프랑수아 라블레의 주인공 가르강튀아를 연상시킨다.
젠틀 자이언트는 워낙 멤버들의 음악적 폭이 넓어서 어떻게도 변할 수 있는 밴드였다. 크레딧에 46개의 악기가 적힐 지경이었다. 보컬 하모니를 만드는데 5명의 멤버가 참여했다. 그리고 모두가 작곡에 자기 의견들을 내곤 했다.
70년작 1집은 녹음 수준이 조금 떨어진다는 평가도 있지만 록, 클래식, 블루스, 영국 소울의 영향력이 느껴지는 도발적인 앨범이었다.
71년작 Acquiring the Taste는 1집보다 급격하게 성장한 앨범이다. 녹음시 특정한 방향성을 잡기보다는 다양하게 발산하게 두었던 앨범으로 토니 비스콘티의 프로듀싱을 통해 녹음의 수준도 높였다.
드러머가 교체되고 나온 3집 Three Friends는 컨셉트 앨범이다. 어린시절 친구인 세 소년이 크면서 공사장 인부, 예술가, 사무직 노동자로 서로의 길이 달라지기 시작하며 멀어지는 과정을 다뤘다. 그들은 서로를 점점 이해하지 못하게 된다. 
사고로 다시 드러머를 교체하게 된 젠틀 자이언트는 72년 4집 Octopus를 낸다. 새 드러머 존 웨더스는 기타와 보컬도 가능한 멤버라서 밴드의 자유도는 더욱 높아졌다. 8곡을 묶어서 octo opus의 말장난으로 만든 앨범명은 그들의 가장 록적이고 실험적인 앨범이 되었다. 레이는 훗날 이 앨범이 2집과 함께 자신들의 최고작이었다고 평한 바 있다.
4집 공연 전에 유명세가 부족하다고 여긴 밴드는 블랙 사바스의 오프닝 밴드를 담당한다. 데렉의 회상으로는 "그건 쇼비즈니스 역사상 가장 이상한 조합이었다. 팬들은 언제나 우리에게 꺼지라며 야유를 보냈다." 동생들과 관계가 나빠지던 필이 밴드를 떠나고 데렉이 사실상의 리드 보컬이 된다. 게리 그린의 회상으로는 "형제들은 미치도록 싸워대서 가끔 육박전으로 가기 직전이었다" 하지만 가족간의 유대가 깨진 것은 아니어서 필은 다른 밴드에 참여하지 않았고 필의 아들 데이먼 슐만은 삼촌인 레이 슐만과 함께 작업을 하곤 했다. 필의 탈퇴 이후 나머지 멤버들은 위기감을 느껴 더욱 밀도있는 재즈록 밴드로 변신을 꾀하게 된다.

## WWA / 크리살리스

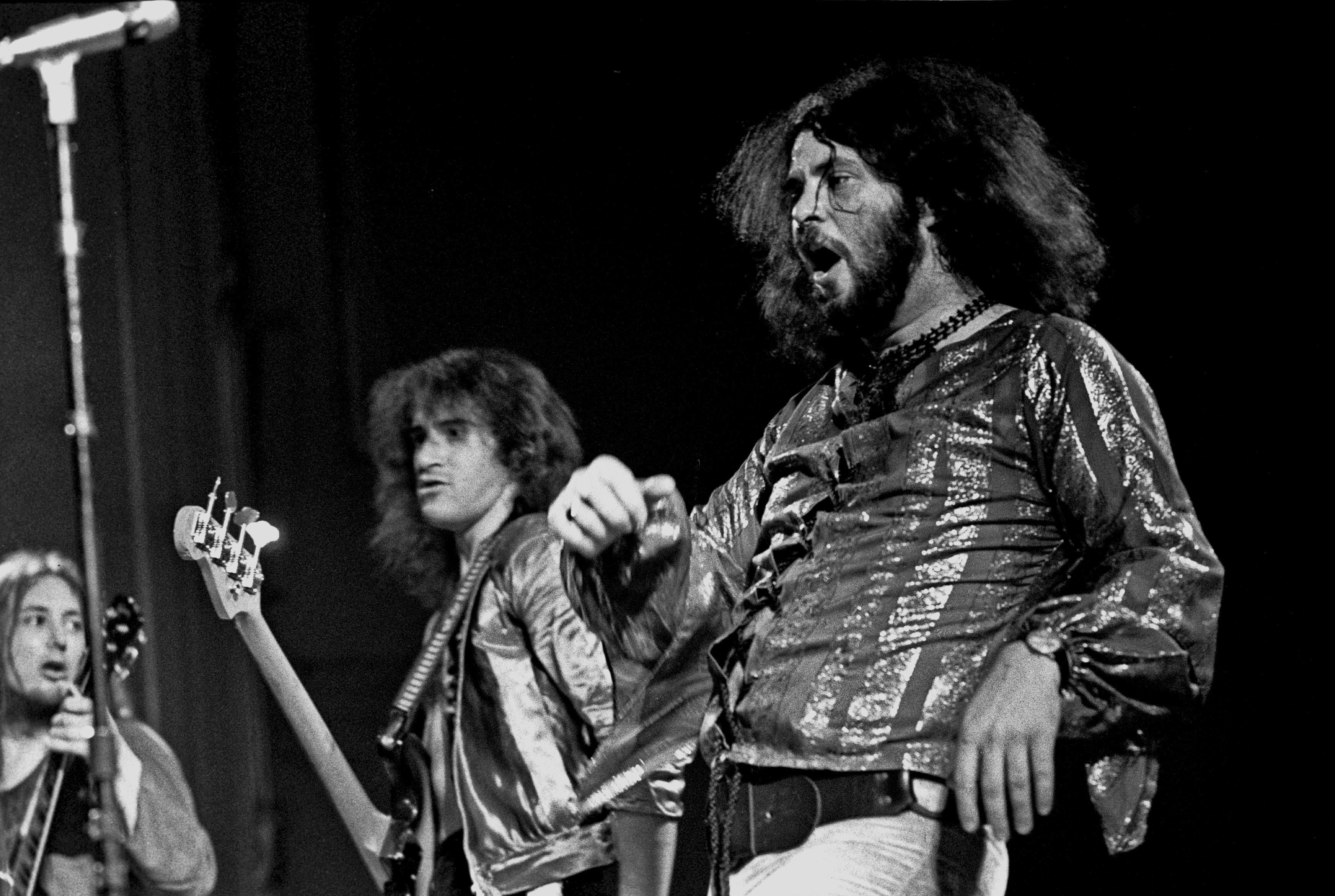
젠틀 자이언트, 1974년 함부르크

73년 5인의 멤버들은 In a Glass House를 냈다. 앨범명은 "유리 집에 사는 사람들은 돌을 던질 수 없다"라는 격언에서 따왔다. 밴드의 위기감을 드러낸 제목이다. 투명 비닐에 인쇄된 변형커버로도 유명한 음반이며 미국 발매가 안되었는데도 미국에서 인기가 좋았다.
1974년작 The Power and the Glory는 힘과 부패에 관한 컨셉트 앨범이었다. 레이블은 그들에게 상업성있는 싱글 컷을 요구했고 그들은 몇곡의 싱글곡들을 만들었지만 시장의 반응은 형편없었다. 이 곡들은 재발매 CD들에 포함되어있다.
그들은 WWA를 나와 크리살리스와 계약을 한다. 그리고 미국내 성공을 위해 곡들을 너무 복잡하지 않고 대중 친화적인 형태로 쓰려했다. 그렇게 나온 앨범이 Free Hand로 미국 앨범차트 50위권에 들었다. 노래들은 실연과 관계의 상실을 다루었고 밴드의 가장 히트한 앨범으로 남았다.
76년작 Interview는 밴드 멤버들과 가상 인터뷰를 나누는 내용을 담은 컨셉트 앨범이었고 나름 비판적인 내용도 담고 했지만 상업적으로 실패했다.
이 즈음 젠틀 자이언트의 공연은 유명해져서 샤나나, 제스로 툴, 예스 등과 지속적으로 공연을 다녔다. Interview의 앨범 발매 공연 실황을 모아서 라이브 Playing the Fool이 공개되었다.
젠틀 자이언트는 싱글 히트를 위해 여러 스타일로 곡을 써보았지만 대부분 실패했다. 당시 팝계는 펑크록의 물결이 몰아치고 있었다. 77년작 Missing Piece는 그런 시도를 담은 앨범이었다. 세곡이나 싱글로 내놓았지만 팔리지 않았다. 기존 팬에게도 욕을 먹었다.
78년작 Giant for a Day!는 데렉 슐만이 모든 스타일을 뒤섞고 앨범 제작의 전권을 행사하면서 만든, 상업적 성공을 노리고 만든 앨범이었는데 다시한번 실패했다. 젠틀 자이언트 특유의 앙상블이 사라진 앨범이다.
1979년 Civilian을 내놓는데 이 앨범은 뉴웨이브의 영향을 받은 짧은 곡 위주의 록앨범이다. 좀 가볍게 접근해서인지 비교적 호평을 받았다. 멤버들은 열정이 빠졌다며 앨범에 불만을 표했다. 그들은 러쉬, 예스, 제네시스처럼 인기있는 록밴드가 되고자 했지만 결과적으로 실패했다.
밴드 해산 후 데렉 슐만은 음악 비즈니스계에서 성공했다. 그는 폴리그램에서 경력을 시작해 머큐리를 거쳐 ATCO의 대표와 로드러너의 대표를 지냈다. 레이 슐만은 OST작업과 프로듀싱 작업을 해나갔다. 
슐만 형제 외의 다른 멤버들은 재결성을 시도했으며 Three Friends라는 이름으로 일본에서 공연하기도 했다.

## 음반 목록
- Gentle Giant (1970)
- Acquiring the Taste (1971)
- Three Friends (1972) (#197 US)
- Octopus (1972)
- In a Glass House (1973)
- The Power and the Glory (1974)
- Free Hand (1975)
- Interview (1976)
- The Missing Piece (1977)
- Giant for a Day! (1978)
- Civilian (1980)